# Leopold, Mare Duce de Baden
Leopold I, Mare Duce de Baden (n. 29 august 1790, Karlsruhe, Germania – d. 24 aprilie 1852, Karlsruhe, Marele Ducat de Baden) a fost al patrulea Mare Duce de Baden și a domnit din 1830 până în 1852.

## Biografie

### Familie
Leopold a fost primul fiu al magrafului Karl Friedrich de Baden și a celei de-a doua soții (căsătorie morganatică), Louise Karoline. Leopold și frații săi nu erau considerați ca prinți ai Casei de Baden și nu aveau drepturi la coroana marelui ducat. Cu toate acestea, datorită moștenitorului pe linia legitimă, ei vor fi recunoscuți ca aparținând dinastiei în 1817.

### Ascensiunea la titlul de Mare Duce

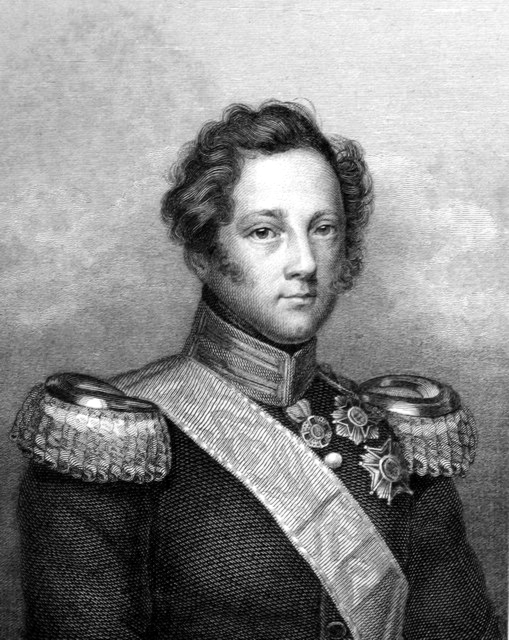
Leopold I de Baden

În lipsa unui moștenitor de sex masculin, dispariția dinastiei Baden era aproape. Maximilian I, rege al Bavariei și soția lui Caroline de Baden reclamau moștenirea marelui ducat de Baden. Pentru a preveni dezmembrarea statului, Karl, Mare Duce de Baden, nepotul și succesorului lui Karl Frederic, Mare Duce de Baden a adoptat în 1817 o lege de succesiune, care permitea copiilor din a doua căsătorie a lui Karl Frederic drepturi de acces dinastic asupra Marelui Ducat, deși aceștia proveneau dintr-o căsătorie morganatică. Acum copiii Hochberg au devenit prinți și prințese ale Marelui Ducat. Această lege i-a permis în 1830 lui Leopold de Hochberg să-l succeadă pe fratele său vitreg, Ludovic I, și să devină conducător al Marelui Ducat sub numele de Leopold I de Baden.
Liberal dar depresiv, traumatizat de ambițiile și intrigile mamei și ale soției sale, căutând alinare în consumul de alcool, Leopold s-a confruntat în  prima jumătate a secolului al XIX-lea cu tulburările politice și a anunțat în mod deschis că urăște domnia și vrea să abdice, dar soția lui face tot posibilul pentru a preveni acest lucru. 
Fiul său cel mare, care suferea de o boală mentală și care își ura mama, l-a urmat la conducerea marelui ducat sub numele de Ludovic al II-lea.

### Căsătorie și copii
La 25 iulie 1819, Leopold s-a căsătorit la Karlsruhe cu Sofia Wilhelmina a Suediei (21 mai 1801 – 6 iulie 1865). Sofia și Leopold au avut următorii copii:
- Prințesa Alexandrine de Baden; s-a căsătorit cu Ernest al II-lea, Duce de Saxa-Coburg și Gotha (1818–93). Mariajul a rămas fără copii, lucru care a permis succesorilor fratelui mai mic al lui Ernest, Albert, să succeadă la conducerea ducatului.
- Prințul Louis de Baden (1822–1822).
- Prințul Ludovic de Baden (1824–58); mai târziu a succedat ca Ludovic al II-lea, Mare Duce de Baden în perioada 1852–58; din cauza incapacității mentale marele ducat a fost condus de o regență.
- Prințul Frederic de Baden (1826–1907); mai târziu a succedat ca Frederic I de Baden în perioada 1858–1907, regent  în perioada 1852–58.
- Prințul Wilhelm de Baden (1829–1897); general prusac, strămoș al liniei tinere a prinților de Baden și tatăl Prințului Max de Baden, Cancelar al Germaniei.
- Prințul Karl de Baden (1832–1906); căsătorit cu Rosalie von Beust (morganatic).
- Prințesa Marie de Baden (1834–99); căsătorită cu Ernst Leopold, al 4-lea Prinț de Leiningen (1830–1904).
- Prințesa Cecilie de Baden (1839–91), cunoscută ca Olga Fedorovna; căsătorită cu Marele Duce Mihail Nicolaievici al Rusiei (1832–1902), Guvernator General în Tbilisi.

Potrivit înregistrărilor bisericii din Baden, Leopold a avut doi fii cu Sofia Vittali, fiica unui comerciant de origine italiană, Pietro Vittali: Karl Emil August Vittali (n. 1831) și Otto Hermann Leopold Vittali (n. 1832).